# Precio público
Se denomina precio público a la contraprestación dineraria que el Estado recibe por la prestación de un servicio de solicitud voluntaria por el contribuyente, en igualdad de condiciones que el sector privado y en régimen de Derecho público, tal como define el artículo 24 de la Ley de Tasas y Precios Públicos. El Estado ofrece un servicio (como por ejemplo la matrícula universitaria, o la piscina municipal) y cobra un precio por él, al igual que lo podría hacer una empresa privada; pero que sirve para financiar el gasto público.
Se diferencia de la tasa en que ésta se paga por el aprovechamiento especial del dominio público, la prestación de servicios o la realización de actividades en régimen de Derecho público que, o bien es de solicitud obligatoria por parte del contribuyente, o bien dicho servicio no puede realizarse en modo alguno por el sector privado. Tanto la tasa como el precio público son ingresos públicos de Derecho público que obtiene el Estado, aunque solamente la tasa se trata de un tributo. En el caso de la tasa, el pago puede cubrir como máximo el importe real del servicio, mientras que el pago de un precio público debe cubrir como mínimo este importe, por ello se permite obtener beneficios solamente en el caso del precio público.